# Parafia św. Benedykta Opata w Imbramowicach
Parafia św. Benedykta Opata w Imbramowicach – rzymskokatolicka parafia znajdująca się w diecezji kieleckiej, w dekanacie skalskim, w Polsce.
Na terenie parafii znajduje się klasztor Norbertanek w Imbramowicach. Należy do niej kaplica filialna pw. Podwyższenia Krzyża Świętego w Tarnawie.

## Historia
Kaplica lub kościół pw. św. Benedykta istniał tu już przed 1228. Pierwsza wzmianka o istnieniu parafii pochodzi z 1326. Współczesny kościół, który zastąpił wcześniejszą, drewnianą świątynię, wzniesiono w latach 1732–1736. Konsekrował go 29 kwietnia 1763 roku biskup pomocniczy krakowski Michał Ignacy Kunicki.